# Cave Research Foundation
La Cave Research Foundation (en français « Fondation pour la recherche de grottes ») est une association privée américaine, à but non lucratif et vouée à l'exploration, la recherche et la conservation des grottes. 

## Historique et objectifs
Ce groupe s'est mis en place au début des années 1950, à la suite des efforts pour organiser l'exploration de la Floyd Collins Crystal Cave, qui est aujourd'hui l'une des grottes du parc national de Mammoth Cave. Selon ses statuts, ses objectifs sont : de promouvoir l'exploration et la documentation des grottes et des zones karstiques, d'initier et d'aider la recherche sur les grottes et le karst, d'aider à la conservation et à la protection des grottes, mais également d'assister le public pour une meilleure compréhension du public.
C'est en partie grâce au travail de la fondation que l'on a pu prouver que les grottes de Mammoth Cave étaient les plus grandes grottes connues au monde. En effet, une de ses actions principales vise à cartographier les différentes grottes du pays.
Un magazine sans but lucratif, nommé Cave Books, fut lancé par des bénévoles en 1981. C'est un des plus importants magazines relatifs aux grottes et à la spéléologie.